# Герб Великого Бичкова
Герб Великого Бичкова затверджений на 14 сесії 5 скликання Великобичківської селищної ради у 2007 році. Герб є промовистим.

## Опис
У золотому щиті два чорних бики в стовп із золотими очима і ніздрями.

## Історія

### Герб 1781 року

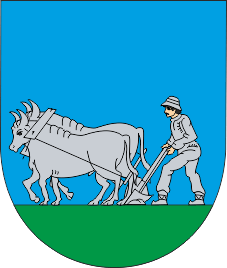
Герб 1781 року

У лазуровому щиті із зеленою базою орач у срібному одязі, що оре срібним плугом, в упряжці з двома срібними биками.

### Герб 2007 року

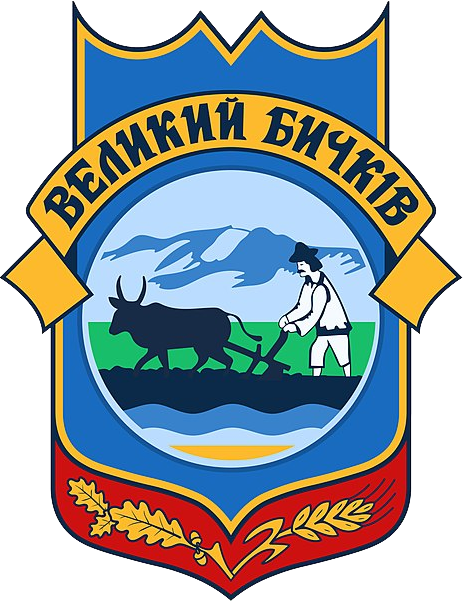
Герб офіційно затверджений у 2007 році.

У круглому лазуровому щитку зелена вписана гора з срібними скелями, перед якою на чорній землі орач в срібному одязі, капелюсі і взутті оре чорним плугом, запряженим чорним биком. Хвиляста база, завершена лазуровим, перетята сріблом і золотом. Щиток покладено на щит, перетятий лазуровим і пурпуровим; вгорі на золотій девизній стрічці чорні літери "ВЕЛИКИЙ БИЧКІВ", внизу золоті перехрещені дубова гілка і колосок.